# Oscar di Svezia
Oscar di Svezia (nome completo in svedese Oscar Carl Olof; Solna, 2 marzo 2016) è un principe svedese.
Secondogenito della principessa ereditaria Vittoria e di Daniel Westling, è il quarto nipote di Carlo XVI Gustavo e della regina Silvia. È terzo nella linea di successione al trono, dopo sua madre e sua sorella maggiore.

## Biografia

### Nascita e battesimo
Il 4 settembre 2015, la corte reale ha annunciato che la principessa ereditaria Vittoria era in attesa del suo secondogenito, la cui nascita era prevista per marzo 2016.

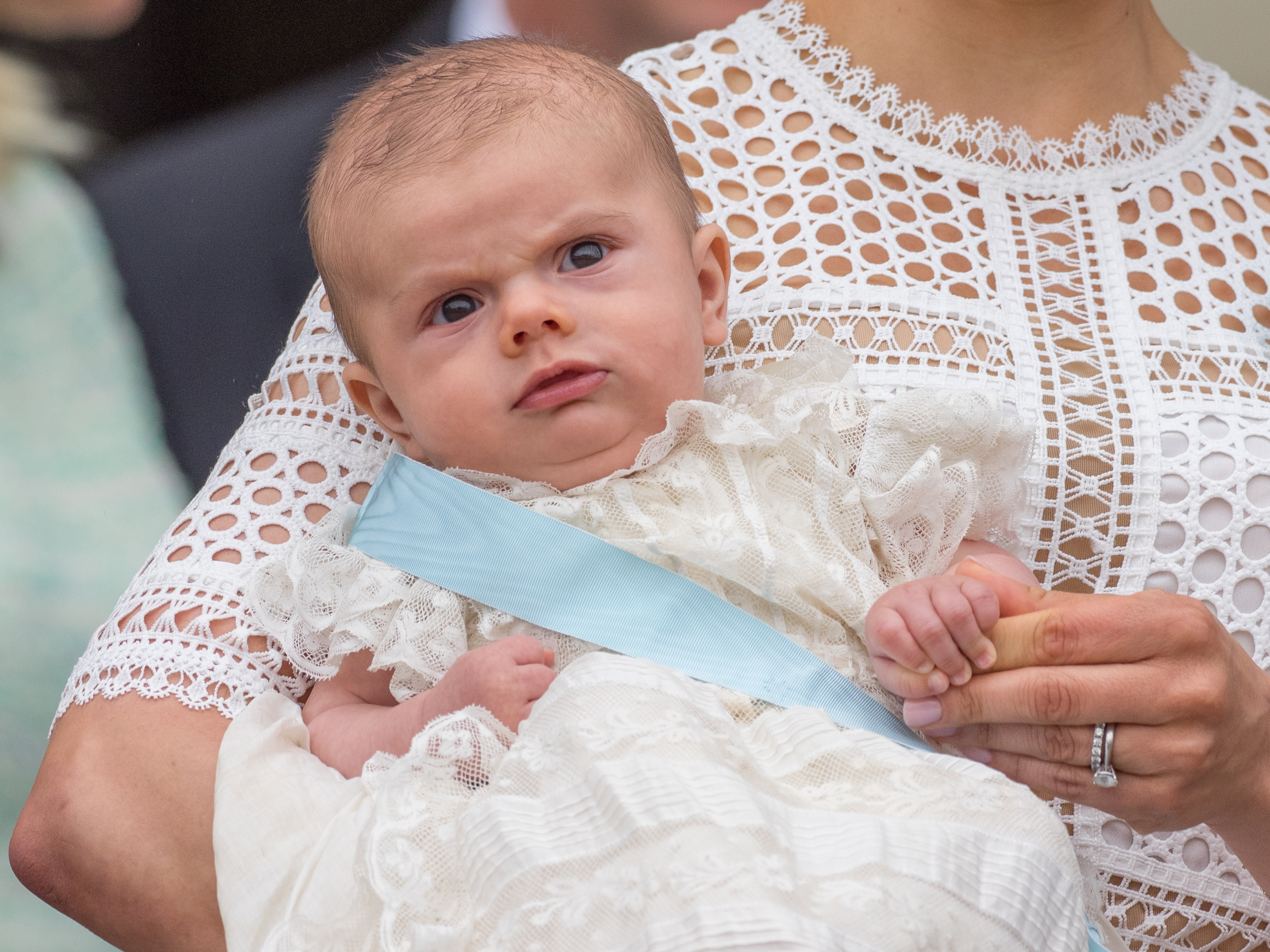
Oscar dopo il suo battesimo nel maggio 2016

Il principe Oscar è nato il 2 marzo 2016 alle 20:28 ora locale. Al momento della nascita il suo peso era di 3,655 kg e misurava 52 cm. I suoi nomi ed il titolo sono stati annunciati il giorno successivo dal re suo nonno. La sua nascita è stata salutata con 21 colpi di cannone sull'isola di Skeppsholmen, di fronte al Palazzo Reale di Stoccolma. La Scania (Skåne) è il ducato titolare in Svezia più al sud, di cui, in precedenza, ne hanno portato il titolo altri due membri del casato di Bernadotte, entrambi diventati re: Carlo XV e Gustavo VI Adolfo (bis bisnonno del principe Oscar).
Un Te Deum di ringraziamento in suo onore si è tenuto nella cappella del palazzo reale il 3 marzo 2016.
Il nome Oscar ha radici nella Casa Bernadotte, essendo stato in precedenza portato da due re svedesi, Oscar I e Oscar II. È stato anche il nome del principe Oscar Bernadotte, conte di Wisborg, padre di Folke Bernadotte, la cui moglie americana, Estelle, è omonima della sorella maggiore del principe Oscar.
Il principe Oscar è stato battezzato il 27 maggio 2016 nella cappella del palazzo reale di Stoccolma. I suoi padrini sono stati l'allora principe ereditario Federico di Danimarca, la principessa ereditaria Mette-Marit di Norvegia, la zia materna, la principessa Maddalena di Svezia, il cugino di sua madre, Oscar Magnuson, ed il cugino di suo padre, Hans Åström. Il piccolo è stato battezzato nell'antico abito di famiglia indossato per la prima volta dal principe Gustavo Adolfo quando fu battezzato nel 1906. Il suo nome e la data del battesimo sono stati aggiunti al ricamo della gonna.

### Educazione
Nel 2017 cominciò la scuola dell'infanzia a Djurgården, presso la Lilla Kvikkjokk Montessori.

## Titoli e trattamento
- 2 marzo 2016 – oggi: Sua Altezza Reale Principe Oscar di Svezia, Duca di Scania.
  - In svedese: Hennes Kunglig Höghet, prins Oscar av Sverige, hertig av Skåne

## Onorificenze

Monogramma

## Albero genealogico
|                                          |                                   |                                   | Genitori                                                      |  |  | Nonni |  |  | Bisnonni        |  |  | Trisnonni        |  |
|                                          |                                   |                                   |                                                               |  |  |       |  |  | Anders Westling |  |  | Anders Andersson |  |
|                                          |                                   |                                   |                                                               |  |  |       |  |  | Anders Westling |  |  | Anders Andersson |  |
|                                          |                                   | Brita Westling                    |                                                               |  |  |       |  |  | Anders Westling |  |  |                  |  |
| Olle Westling                            |                                   |                                   |                                                               |  |  |       |  |  | Anders Westling |  |  |                  |  |
|                                          |                                   | Frida Berta Elisabet Borg         | Anders Erik Borg                                              |  |  |       |  |  |                 |  |  |                  |  |
|                                          |                                   | Frida Berta Elisabet Borg         | Anders Erik Borg                                              |  |  |       |  |  |                 |  |  |                  |  |
|                                          |                                   | Frida Berta Elisabet Borg         | Anna Båth                                                     |  |  |       |  |  |                 |  |  |                  |  |
| Daniel Westling                          |                                   | Frida Berta Elisabet Borg         |                                                               |  |  |       |  |  |                 |  |  |                  |  |
|                                          |                                   | John Einar Westring               | Johan Gregorius Westring                                      |  |  |       |  |  |                 |  |  |                  |  |
|                                          |                                   | John Einar Westring               | Johan Gregorius Westring                                      |  |  |       |  |  |                 |  |  |                  |  |
|                                          |                                   | John Einar Westring               | Anna Samuelsdotter                                            |  |  |       |  |  |                 |  |  |                  |  |
| Ewa Westring                             |                                   | John Einar Westring               |                                                               |  |  |       |  |  |                 |  |  |                  |  |
|                                          |                                   | Nanny Birgitta Hugg               | Johan Teodor Hugg                                             |  |  |       |  |  |                 |  |  |                  |  |
|                                          |                                   | Nanny Birgitta Hugg               | Johan Teodor Hugg                                             |  |  |       |  |  |                 |  |  |                  |  |
|                                          |                                   | Nanny Birgitta Hugg               | Kristina Jonsdotter                                           |  |  |       |  |  |                 |  |  |                  |  |
| principe Oscar di Svezia, duca di Scania |                                   | Nanny Birgitta Hugg               |                                                               |  |  |       |  |  |                 |  |  |                  |  |
|                                          | principe Gustavo Adolfo di Svezia | Gustavo VI Adolfo di Svezia       |                                                               |  |  |       |  |  |                 |  |  |                  |  |
|                                          | principe Gustavo Adolfo di Svezia | Gustavo VI Adolfo di Svezia       |                                                               |  |  |       |  |  |                 |  |  |                  |  |
|                                          | principe Gustavo Adolfo di Svezia | Margherita di Connaught           |                                                               |  |  |       |  |  |                 |  |  |                  |  |
| Carlo XVI Gustavo di Svezia              | principe Gustavo Adolfo di Svezia |                                   |                                                               |  |  |       |  |  |                 |  |  |                  |  |
|                                          |                                   | Sibilla di Sassonia-Coburgo-Gotha | Carlo Edoardo di Sassonia-Coburgo-Gotha                       |  |  |       |  |  |                 |  |  |                  |  |
|                                          |                                   | Sibilla di Sassonia-Coburgo-Gotha | Carlo Edoardo di Sassonia-Coburgo-Gotha                       |  |  |       |  |  |                 |  |  |                  |  |
|                                          |                                   | Sibilla di Sassonia-Coburgo-Gotha | Vittoria Adelaide di Schleswig-Holstein-Sonderburg-Glücksburg |  |  |       |  |  |                 |  |  |                  |  |
| principessa ereditaria Vittoria Svezia   |                                   | Sibilla di Sassonia-Coburgo-Gotha |                                                               |  |  |       |  |  |                 |  |  |                  |  |
|                                          |                                   | Carl Walther Sommerlath           | Louis Carl Moritz Sommerlath                                  |  |  |       |  |  |                 |  |  |                  |  |
|                                          |                                   | Carl Walther Sommerlath           | Louis Carl Moritz Sommerlath                                  |  |  |       |  |  |                 |  |  |                  |  |
|                                          |                                   | Carl Walther Sommerlath           | Maria Erna Sophie Christine Waldau                            |  |  |       |  |  |                 |  |  |                  |  |
| Silvia Sommerlath                        |                                   | Carl Walther Sommerlath           |                                                               |  |  |       |  |  |                 |  |  |                  |  |
|                                          |                                   | Alice Soares de Toledo            | Artur Floriano de Toledo                                      |  |  |       |  |  |                 |  |  |                  |  |
|                                          |                                   | Alice Soares de Toledo            | Artur Floriano de Toledo                                      |  |  |       |  |  |                 |  |  |                  |  |
|                                          |                                   | Alice Soares de Toledo            | Elisa Novais Soares                                           |  |  |       |  |  |                 |  |  |                  |  |
|                                          |                                   | Alice Soares de Toledo            |                                                               |  |  |       |  |  |                 |  |  |                  |  |